# Hyperion schroetteri
Hyperion schroetteri – gatunek chrząszcza z rodziny biegaczowatych i podrodziny Pterostichinae. Jedyny gatunek rodzaju Hyperion.

## Taksonomia
Gatunek ten opisany został w 1802 roku przez Schreibersa. W 1834 roku Francis de Laporte de Castelnau utworzył dla niego nowy, monotypowy rodzaj Hyperion.

## Opis
Największy znany przedstawiciel biegaczowatych o długości ciała dochodzącej do blisko 80 mm. Czułki prawie paciorkowate. Skronie bardzo silnie wystające. Przedplecze pozbawione szczecin na krawędzi.

## Ekologia
Chrząszcz ten żyje w rozkładającej się materii organicznej, odkładającej się wewnątrz dziupli i wypróchniałych wewnątrz dużych drzew. Ponadto imagines kilkakrotnie spotykane były wewnątrz i pod butwiejącymi kłodami, gdzie polowały na larwy żuków i być może inne stawonogi.

## Rozprzestrzenienie
Gatunek endemiczny dla Australii, gdzie wykazany został z Nowej Południowej Walii, Wiktorii i Australii Południowej.